# くまのプーさん (ディズニー)
『くまのプーさん』（英：Winnie The Pooh）は、ウォルト・ディズニー・アニメーション・スタジオ(ウォルト・ディズニー・カンパニー)によるアニメーションシリーズおよびメディアフランチャイズ。テディベア（くまのぬいぐるみ）のキャラクターである「くまのプーさん」と、彼が住む「100エーカーの森」の仲間たちを中心とした作品群である。

公式ロゴ

イギリスの作家A.A.ミルンの児童小説『クマのプーさん』（Winnie-The-Pooh、1926年）を原作としているが、原作から離れたオリジナル設定やストーリー展開も多い。赤いシャツを着たハチミツ好きのプーさんは、現在ではディズニーでも屈指の人気キャラクターとなっているが、一方でそのキャラクターライセンスをめぐってしばしば訴訟も起こっている。

## 沿革
1961年、ウォルト・ディズニー・カンパニーがA・A・ミルンの財産継承者およびステファン・スレシンジャー社社からキャラクターと物語の映像化権、商標使用権などの権利を獲得し、プーさんに関する一連のアニメーション映画の製作を開始した。当初のアニメ作品は、原作のストーリーと、1930年代から1960年代にかけて人気を博していたスレシンジャー社のデザインによる特徴的な絵柄に基いて作られた。スレシンジャー社の絵柄は、E・H・シェパードの挿絵をシンプルな線とパステルカラーにアレンジしたもので、これは現在、”クラシック・プー”というラインナップで商品展開されている。
ディズニーによる最初の映像作品は、ウォルフガング・ライザーマン監督によるアニメーション『プーさんとはちみつ』（1966年）であり、これは20分の短編映画である。もともとは長編が企画されていたが、原作のイギリス的な雰囲気が物議を醸したために短編に変更されたのだという。この短編映画では、原作ではプーの親友である子豚のピグレットが登場しない代わりに、ディズニーのオリジナルキャラクターであるジリスの「ゴーファー」が登場し、以降のディズニー版作品のレギュラーキャラクターのひとりとなっている。
つづいて1968年に、ピグレットを登場させた短編第二作『プーさんと大あらし』が、1974年に第三作『プーさんとティガー』が発表された。これらの3つの短編映画は1977年、新たなシーンとエンディングを追加して繋げられた上で、長編アニメーション『くまのプーさん 完全保存版』として改めて劇場公開されている。1983年には4本目の短編映画「プーさんとイーヨーのいち日」が公開された。これらは原作小説に沿った翻案であったが、以降は原作とはまったく関係のないオリジナルストーリーによる作品が作られるようになる。
1983年から1988年にかけて、ディズニー・チャンネルで『Welcome to Pooh Corner』が放送された。これは着ぐるみを使った実写作品である。1988年から1991年にかけては、テレビアニメとして『新くまのプーさん』全83話が放映された。このアニメシリーズは1989年、エミー賞昼番組アニメーション部門を受賞している。1997年には長編アニメーション『くまのプーさん クリストファー・ロビンを探せ!』が、プーさん初のオリジナルビデオ（VHS）として発売された。
2000年、ティガーを主人公に据えた長編アニメ映画『ティガー・ムービー プーさんの贈りもの』が劇場公開された。以降もディズニーは脇役のキャラクターに焦点を当てた2本の長編映画『くまのプーさん 完全保存版II ピグレット・ムービー』（2003年）と『くまのプーさん ザ・ムービー/はじめまして、ランピー!』（2005年）を製作している。またこの年（2000年）、東京ディズニーランドに新アトラクション「プーさんのハニーハント」が設置され、これを機に日本での本格的なグッズ展開がはじまった。
2001年から2003年にかけ、Playhouse DisneyとShadow Projectsの共同製作による幼児向け人形劇番組『ザ・ブック・オブ・プー』が放送された。Playhouse Disneyはその後、やはり幼児向けの3Dアニメーションによる番組『プーさんといっしょ』も製作している（2007年-2010年）。2011年、新たな長編映画『くまのプーさん』が公開された。これは原作小説から6つのエピソードを使用したアニメーション映画である。
1980年代よりテレビゲーム版も発売されるようになり、1990年代後半になると、幼児・児童を対象としたさまざまな教育ソフトウェアやインタラクティブ絵本がWindows・Mac用に発売されるようになった。さらに2010年代には、AndroidやiPad・iPhone向けのアプリもダウンロードできるようになっている。

## 人気と批判
原作小説の『クマのプーさん』は、発表当時の1920年代から人気キャラクターとしてグッズ展開されていた作品である。ディズニーによる主人公の「くまのプーさん」のデザインはスレシンジャーのデザインを継承したもので、ハチミツ色の肌と赤いシャツを持ち、眼はボタンのような単純な黒い点で描かれている。現在「プーさん」のトレードマークとなっているこの赤いシャツは、原作の挿絵のなかでは冬の場面の中で数度登場するだけであり、またもとの白黒の挿絵では白いシャツである。1965年にシェパードが描いた挿絵では青いシャツだったが、ディズニー版が公開された後、1970年代にシェパードが彩色した際には赤いシャツに変更されている。ディズニーの中ではいわば「よそもの」であるプーさんは、人間のように行動する動物キャラクターでありながら、ディズニーキャラクターのなかでは例外的に（ミッキーのしているような）白い手袋をつけていない。
ディズニー・キャラクターとしての「くまのプーさん」は、現在ではディズニーの代表的なキャラクターであるミッキーマウスに並ぶ人気を誇っている。1998年には「くまのプーさん」のキャラクター関連グッズの売り上げがミッキーマウスを上回り、ディズニーキャラクターの首位となった。2003年の算出では、「くまのプーさん」関連のキャラクターグッズの売り上げは10億ドルに上る。これはミッキーマウス、ミニーマウス、ドナルドダック、グーフィーおよびプルートの関連グッズ売り上げすべてを合わせたものに匹敵する金額である。2006年には、「くまのプーさん」はハリウッドで殿堂（ウォーク・オブ・フェイム）入りを果たし、ハリウッド・スターたちの名が並ぶ大通りにその名が刻まれた。日本でも高い人気があり、キャラクター・データバンクが行った2002年のキャラクターグッズ購入調査では、ハローキティ、ミッキーマウスなどを抑えて首位となっている。
一方でディズニーによる『くまのプーさん』が原作の雰囲気を損なっているという批判も、アニメーション第一作の発表当時から存在する。特に原作者の母国であるイギリスでは、アニメーションのキャラクターたちがアメリカ中西部のアクセントでしゃべる点や、原作に書かれているミルンの童謡が無視されて、代わりにシャーマン兄弟の楽曲が使われている点など、作品のアメリカ的な解釈が「プーさんとはちみつ」公開当時批判の的となり、このため人間のキャラクターである「クリストファー・ロビン」の声を標準的なイギリス南部の発音に差し替えさせるキャンペーンが映画評論家を中心にしておこなわれた。このキャンペーンは原作者の息子でクリストファー・ロビンのモデルであるクリストファー・ロビン・ミルンからも支持され、ディズニーは結果的に声の差し替えに応じている。アクティブに動き回るディズニーのキャラクターたちは、原作ののんびりとした雰囲気とは相容れないといった批判は現在も行われている。

## 訴訟
1991年、ステファン・スレシンジャー社は、ディズニー社が同社と1983年に結んだ契約に違反し、「くまのプーさん」関連のキャラクター商品の売上を偽って報告したこと、また商品収入にかかる一部の権利料を払っていなかったとして、ディズニー社に対して訴訟を起こした。この契約によれば、「くまのプーさん」のキャラクター商品に関する売上のうち、98%がディズニー社の収入、残り2%がスレシンジャー社の収入となっていた。ディズニー社は2億ドル以上の商品化権に対する権利料を払うべきなのに、金額を実際より低く見せかけて6600万ドルしか払っていないというのが同社の主張であった。この訴訟において、ディズニー社は莫大な書類を破棄し、証拠隠滅を図ったと認定されたが、一方でスレシンジャー社も調査会社を使って、ディズニー社のゴミの中から証拠を不正に入手していたことが明らかになったため、2004年5月、ロサンゼルス上級裁はスレシンジャー社の訴えを棄却し、最終的にディズニー社の勝利が確定した。
一方ディズニー社は、1998年の著作権延長法の制定後、ミルンの娘であるクレア・ミルンの名義により、アメリカ合衆国におけるスレシンジャー社の「くまのプーさん」に関する一切の権利を、将来にわたって破棄することを裁判所に訴えた。しかし連邦地方裁判所はスレシンジャー社の権利を認め、さらに2006年6月26日、米国最高裁判所が原告の訴えを棄却したため、ディズニー社側の敗訴が確定した 。またシェパードの孫もディズニー社の後押しを受けて、スレシンジャー社から著作権を取戻すべく1991年に提訴したが、連邦地裁は2007年2月に原告の訴えを退ける判決を下した。また2012年にも、ワシントン連邦巡回区控訴裁判所にて行われた米国特許商標庁による裁判で、スレシンジャーの訴えに対しディズニー側を支持する判決が出されている。

## 中国で物議を醸すくまのプーさんの政治風刺画
2013年以降、中国ではくまのプーさんが政治の風刺画に使われるようになり、物議を醸してきた。この年、批評家たちは、ロシアのサンクトペテルブルクで開催されたG20で撮影された中国共産党の習近平総書記とアメリカのバラク・オバマの写真を、くまのプーさんと友達のティガーの画像になぞらえていた。習近平をくまのプーさんとして描くマンガは非礼と考えられ、中国では禁止されたが、批判者たちはプーさんを使い続けてきた。反体制派の劉暁波（リュウ・シャオポー）夫妻はプーさんのマグカップを持っているところを写真に撮っていた。このように論争が起きたため、中国では映画『プーと大人になった僕』は公開されなかった。
『サウスパーク』の第299話（シーズン23第2話）である『中国の大市場』は中国共産党の検閲を皮肉る内容で、くまのプーさんが登場する。その内容から中国政府は国内でのサウスパークの放送を全面的に禁じた。

## 作品一覧

### 短編映画
- プーさんとはちみつ（1966年）
- プーさんと大あらし（1968年）
- プーさんとティガー（1974年）
- Winnie the Pooh Discovers the Seasons（1981年）
- プーさんとイーヨーのいち日（1983年）

### 長編映画
- くまのプーさん 完全保存版（1977年）
- ティガー・ムービー プーさんの贈りもの（2000年）
- くまのプーさん 完全保存版II ピグレット・ムービー（2003年）
- くまのプーさん ザ・ムービー/はじめまして、ランピー!（2005年）
- くまのプーさん（2011年）
- プーと大人になった僕　(2018)　※初の実写映画

### オリジナルビデオ
- くまのプーさん クリストファー・ロビンを探せ!（1997年）
- くまのプーさん/冬の贈りもの（1999年）
- くまのプーさん/みんなのクリスマス（2002年）
- くまのプーさん/ルーの楽しい春の日（2004年）
- Winnie the Pooh: ABC's - Discovering Letters and Words（2004年）[18]
- くまのプーさん プーさんと1・2・3 数であそぼう!(2005年)
- くまのプーさん/ランピーとぶるぶるオバケ（2005年）
- プーさんといっしょ スーパー探偵団のクリスマスムービー（2007年）
- プーさんといっしょ プーとティガーとミュージカル（2009年）
- Super Duper Super Sleuths（2010年）

### テレビシリーズ
- Welcome to Pooh Corner（1983-1986年） - 着ぐるみを使ったもの
- 新くまのプーさん（1988-1991年）
- ザ・ブック・オブ・プー（2001-2002年）- パペットアニメ
- プーさんといっしょ（2007-2010年） - CGアニメ

### ゲームソフト・教育ソフト・eBookなど
※特に断りのない限り、発売元はディズニー・インタラクティブ・スタジオ。

#### くまのプーさんシリーズ単独
- Winnie the Pooh in the Hundred Acre Wood（1984年）[19] - 発売元：U.S. Gold Ltd.、シエラエンターテインメント[19]
- A Year at Pooh Corner（1994年）[19] - 発売元：セガ[19]
- Disney's Ready to Read with Pooh（1997年）[19]
- Disney's Ready For Math with Pooh（1997年）[19]
- Winnie the Pooh Preschool（1999年）[19]
- Winnie the Pooh Toddler（1999年）[20][21]
- Winnie the Pooh Kindergarten（1999年）[20]
- Disney's Animated Storybook: Winnie the Pooh & Tigger Too（1999年）[19]
- Disney's Animated Storybook: Winnie the Pooh and the Honey Tree（2000年）
- Disney's Winnie the Pooh Activity Center（2000年）[20]
- Tigger's Honey Hunt（2000年）[22][19] - 発売元：NewKidCo、Buena Vista Games, Inc.[19]
- Disney's 3-D Adventure: Tigger's Family Tree（2000年）
- Winnie the Pooh Print Studio（2000年）
- Winnie the Pooh Holiday Print Studio
- Print Artist Disney's Winnie the Pooh（2001年）
- Disney's Pooh and Tigger's Hunny Safari（2001年）[19] - 発売元：Digital Eclipse Software, Inc.[19]
- Pooh's Party Game: In Search of the Treasure（2001年）[19] - 発売元：エレクトロニック・アーツ、Sony Computer Entertainment Europe、ディズニー・インタラクティブ・スタジオ[19]
- Winnie the Pooh Kindergarten 2: Ball Two[20]
- Winnie the Pooh Kindergarten Plus（2001年）
- Winnie the Pooh Baby（2001年）
- Winnie the Pooh ABC's（2001年？）
- Winnie the Pooh 123's（2001年？）
- Disney Junior Games: Tigger's Activity Center（2001年）[20]
- Winnie the Pooh Spelling（2002年）
- Playhouse Disney's The Book of Pooh: A Story Without a Tail（2002年）[19]
- Piglet's Big Game（2003年）[21][22] - 発売元：Gotham Games、テイクツー・インタラクティブ、ディズニー・インタラクティブ・スタジオ[19]
- Winnie the Pooh: The Honey Hunt（2005年）[19]
- Disney's Winnie the Pooh's Rumbly Tumbly Adventure（2005年）[19] - 発売元：ユービーアイソフト
- Disney Friends（2008年）[19]
- くまのプーさんのホームランダービー!（2008年） - 開発元：ウォルト・ディズニー・ジャパン。Yahoo!きっずゲーム内の無料ブラウザゲーム。
- くまのプーさん 100エーカーの森のクッキングBOOK（2011年）[23]
- Winnie the Pooh: What's a Bear to Do? Puzzle Book（2011年）[24]
- Winnie the Pooh Wonder and Wander（2012年）[25] - Disney Publishing Worldwide Applications
- Letters with Pooh（2012年）[26] - Disney Publishing Worldwide Applications

#### 他作品のキャラクターと共演
- キングダム ハーツ シリーズ（2002年 - ） - スクウェア・エニックス他[19]
- SingStar: Singalong with Disney（2008年）[19] - 発売元：Sony Computer Entertainment Europe[19]
- Puzzle Bobble: Disney Edition（2010年）[19] - 発売元：スクウェア・エニックス[19]
- Kinect: ディズニーランド・アドベンチャーズ（2011年）[19] - 発売元：Frontier Developments Ltd.[19]